# Hypopachus barberi
Hypopachus barberi és una espècie de granota que viu al Salvador, Guatemala, Hondures i Mèxic.
Està amenaçada d'extinció per la pèrdua del seu hàbitat natural.